# Eighteenth Air Force
Die Eighteenth Air Force (18 AF, auch als Air Forces Transportation bezeichnet) ist ein Großverband („Numbered Air Force“) der United States Air Force und führt die zwölf Transport- und Luftbetankungsgeschwader (Wings) der US-Streitkräfte. Der Verband ist dem Air Mobility Command und darüber dem United States Transportation Command unterstellt und hat wie diese beiden Kommandos seinen Sitz auf der Scott Air Force Base in Illinois.

## Geschichte

### Erste Aufstellung (1951–1958)
Bereits die erste Aufstellung erfolgte 1951, um die Kampfeinheiten von der Organisation der Versorgung zu entbinden und den Lufttransport einheitlich einem eigenen Kommando zu unterstellen. Deshalb erhielt die 18th Air Force bei ihrer ersten Aufstellung auch den Zusatznamen als „Troop Carrier“. Dieser entfiel bereits im Juni 1951. In den ersten Jahren wurden zum einen eigene Einsätze der US-Streitkräfte in Korea (Koreakrieg) unterstützt, aber auch Maschinen an die französischen Luftstreitkräfte ausgeliehen, um deren Einsätze in Indochina, beispielsweise bei der Schlacht um Điện Biên Phủ, zu unterstützen.
Das Kommando wechselte 1957 einmal seinen Standort von South Carolina nach Texas, wurde allerdings 1958 wieder aufgelöst und seine Verbände dem Military Air Transport Service (MATS) unterstellt, der 1966 als Hauptkommando zum Military Airlift Command (MAC) aufgewertet wurde. Bis zu diesem Zeitpunkt hatten die Lufttransportverbände der 18th Air Force den gleichen Auftrag wie der MATS, unterstanden diesem aber nicht und arbeiteten diesem lediglich zu, wenn weitere Kapazitäten erforderlich waren. Mit der neuen Unterstellung wurden die vorhandenen Kräfte nunmehr gebündelt.

### Zweite Aufstellung (ab 2003)
2003 wurde das Kommando erneut aufgestellt im Rahmen einer größeren Reorganisation des Air Mobility Commands. Dabei sollte in der Zielstruktur alle Verbände, die für das Air Mobility Command Kräfte für den Lufttransport und die Luftbetankung zur Verfügung stellen, einheitlich von einer Numbered Air Force geführt werden; bis zu diesem Zeitpunkt unterstanden die Verbände sowohl der 15th als auch der 21th Air Force. Die Aufstellung verlief allerdings holprig, so war bis zwei Monate nach Aufstellung der Posten des Kommandeurs unbesetzt, und die Anzahl des Stabes belief sich auf lediglich 30 Personen, von denen die Hälfte Rechtsberater waren.
Bereits 2005 hatte der Großverband seine erste Bewährungsprobe zu bestehen, als seine Verbände zur Hilfe nach den Zerstörungen, die Hurrikan Katrina angerichtet hatte, im Einsatz waren. Zum 1. April 2007 wurde der Verband erneut neu aufgestellt. Seit Januar 2011 führt die 18 AF zudem nicht nur die Transportgeschwader selbst, sondern auch die Geschwader, die auf den Stützpunkten der US-Streitkräfte für deren Betrieb verantwortlich sind. Zu diesem Zeitpunkt wurden die entsprechenden Verbände aus den Standorten McGuire Field, Joint Base Charleston, Joint Base McChord, Pope Field und Grand Forks Air Force Base dem Kommando unterstellt.

## Unterstellte Einheiten
- Airlift Wings

19th Airlift Wing, C-130H/J, Little Rock AFB, Arkansas
62d Airlift Wing, C-17A, Joint Base Lewis-McChord, Washington
89th Airlift Wing, VC-25A (Air Force One), C-20B (Gulfstream III), C-32A (Boeing 757), C-37A (Gulfstream V), C-40B (Boeing 737), Joint Base Andrews, Maryland
436th Airlift Wing, C-5M, C-17A, Dover AFB, Delaware
437th Airlift Wing C-17A, Joint Base Charleston, South Carolina
317th Airlift Wing, C-130J, Dyess AFB, Texas
- Air Mobility Wings

60th Air Mobility Wing, C-5M, C-17A, KC-10A, Travis Air Force Base, Kalifornien
305th Air Mobility Wing, C-17A, KC-10A, KC-46A, Joint Base McGuire-Dix-Lakehurst, New Jersey
375th Air Mobility Wing, C-21, C-40, KC-135R, Scott AFB, Illinois
- Air Refueling Wings

6th Air Refueling Wing, KC-135R, MacDill AFB, Florida
22d Air Refueling Wing, KC-135R, KC-46A, McConnell AFB, Kansas
92d Air Refueling Wing, KC-135R, Fairchild AFB, Washington

## Kommandeure

### Erste Aufstellung (1951–1958)
| Nr. | Name                                  | Name | Beginn        | Ende          |
| --- | ------------------------------------- | ---- | ------------- | ------------- |
| 1   | Colonel Earl B. Young                 |      | März          | Mai 1951      |
| 2   | Major General Robert W. Douglass, Jr. |      | Mai 1951      | November 1954 |
| 3   | Major General Chester E. McCarty      |      | November 1954 | Januar 1958   |

### Zweite Aufstellung (ab 2003)
| Nr. | Name                                      | Name | Beginn         | Ende           |
| --- | ----------------------------------------- | ---- | -------------- | -------------- |
| 1   | Major General Paul W. Essex (interim)     |      | Oktober 2003   | Dezember 2003  |
| 2   | Lieutenant General William Welser III     |      | Dezember 2003  | November 2005  |
| 3   | Major General James A. Hawkins            |      | November 2005  | Juni 2008      |
| 4   | Major General Winfield W. Scott III       |      | Juni 2008      | August 2009    |
| 5   | Lieutenant General Robert R. Allardice    |      | August 2009    | September 2011 |
| 6   | Lieutenant General Mark F. Ramsay         |      | September 2011 | August 2012    |
| 7   | Lieutenant General Darren W. McDew        |      | August 2012    | April 2014     |
| 8   | Lieutenant General Carlton D. Everhart II |      | Juni 2014      | August 2015    |
| 9   | Lieutenant General Samuel D. Cox          |      | Oktober 2015   | Juni 2017      |
| 10  | Lieutenant General Giovanni K. Tuck       |      | Juni 2017      | Juli 2018      |
| 11  | Major General Sam C. Barrett              |      | Juli 2018      | Juli 2020      |
| 12  | Major General Kenneth T. Bibb             |      | August 2020    | August 2022    |
| 13  | Major General Corey J. Martin             |      | August 2022    | August 2024    |
| 14  | Major General Charles D. Bolton           |      | August 2024    |                |